# 民進党
民進党（みんしんとう、英: The Democratic Party、略称: DP、民進）は、かつて存在した日本の政党。自由、共生、未来への責任を結党の理念とするリベラル政党であった。2016年に野党第一党であった民主党の後継政党として結成された。

## 概説
2016年3月27日に、民主党に維新の党が合流し、改革結集の会の一部、無所属である議員も参加して、民主党が改称する形で結成された。そのため新党結成という形をとってはいるが、総務省に届出をしている法人としては、旧民主党が解散せずにそのまま同一団体として存続していた。結党時から2017年9月までは衆議院、参議院両院で野党第一党を形成していた。
2017年9月28日、第48回衆議院議員総選挙直前に希望の党に合流するという前原誠司民進党代表の案が党常任幹事会で承認され、両院議員総会においても全会一致で採択された。この結果、衆議院議員選挙では、民進党としては公認候補をたてず、衆議院選挙の立候補予定者は、希望の党の公認候補になるはずであった。
ところが、希望の党から合流を拒否された左派系や、旧民主党政権色の濃い議員（野田佳彦前首相、岡田克也元外相など）らは、10月3日に枝野幸男が結成した立憲民主党へ入党したり、民進党に党籍を残したまま無所属で立候補した。
この衆議院議員選挙後、民進党の参議院議員と希望の党に合流しなかった衆議院議員は、同年10月27日の民進党両院議員総会で希望の党への合流方針を撤回した。その後、旧民進系の再結集を模索した。立憲側は再合流を断ったが、希望側の一部は民進党に合流し、2018年5月7日、民進党は国民民主党に党名を変更した。

## 党名
民主党と維新の党の合併に際して、旧維新の党の松野頼久代表はかねてから「民主党という名前の政党に合流することはない」と述べており、民主党への合流も党名変更が条件とされたため、党名決定が課題となっていた。両党の国会議員からなる「新党協議会、党名検討チーム」が組まれ、話し合いの場が持たれたものの、両党の間に隔たりがあったため、2016年3月3日に両党が記者会見で、合流に伴う新たな党名案を同月4日から6日にかけて、両党のホームページとファックスを使って、国民から一般募集すると発表した。最終的に1万9933件の応募が集まり、多かった案から順に「民主党」（1456件）、「立憲民主党」（725件）、「民新党」（352件）、「新民主党」（248件）となった。
公募結果も参考にして、10日には2つの新党名の案が決まり、民主党側は「立憲民主党」、維新の党側は「民進党」を提示した。両党がそれぞれ実施した各サンプル数約2000の電話世論調査の結果、民主党の調査では「民進党」24.0%、「立憲民主党」18.7%、維新の党の調査では「民進党」25.9%、「立憲民主党」20.9%といずれも「民進党」が「立憲民主党」を上回ったため、14日に新党名「民進党」が決定した。また3月22日には、新党名の字体（ロゴタイプ）を発表した。

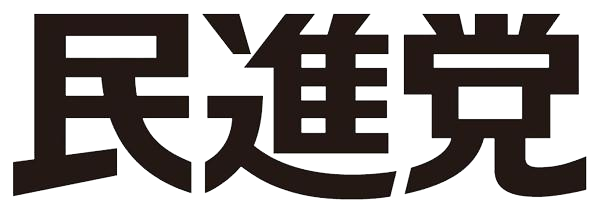
2016年3月22日に発表された党名の字体（ロゴタイプ）

「民進党」という党名について、発案者の江田憲司は「読んで字のごとく、『民』とともに『進む』政党。国民の立場に立って政治を進めていく意味を込めた。『進』という字は、進化、進歩という言葉があるように、改革を前進させていくという意味も込めた」と説明した。
英語名について、維新の党側からは、民主党（Democratic Party of Japan）と維新の党（Japan Innovation Party）を組み合わせた「Democratic Innovation Party」が提案されていたが、民主党側から略称の「DIP」（アメリカ英語の俗語で「間抜け」を意味する）を問題視する声が出たため、「民主党」の直訳に当たる「The Democratic Party」が採用された。

## 党史

### 前史

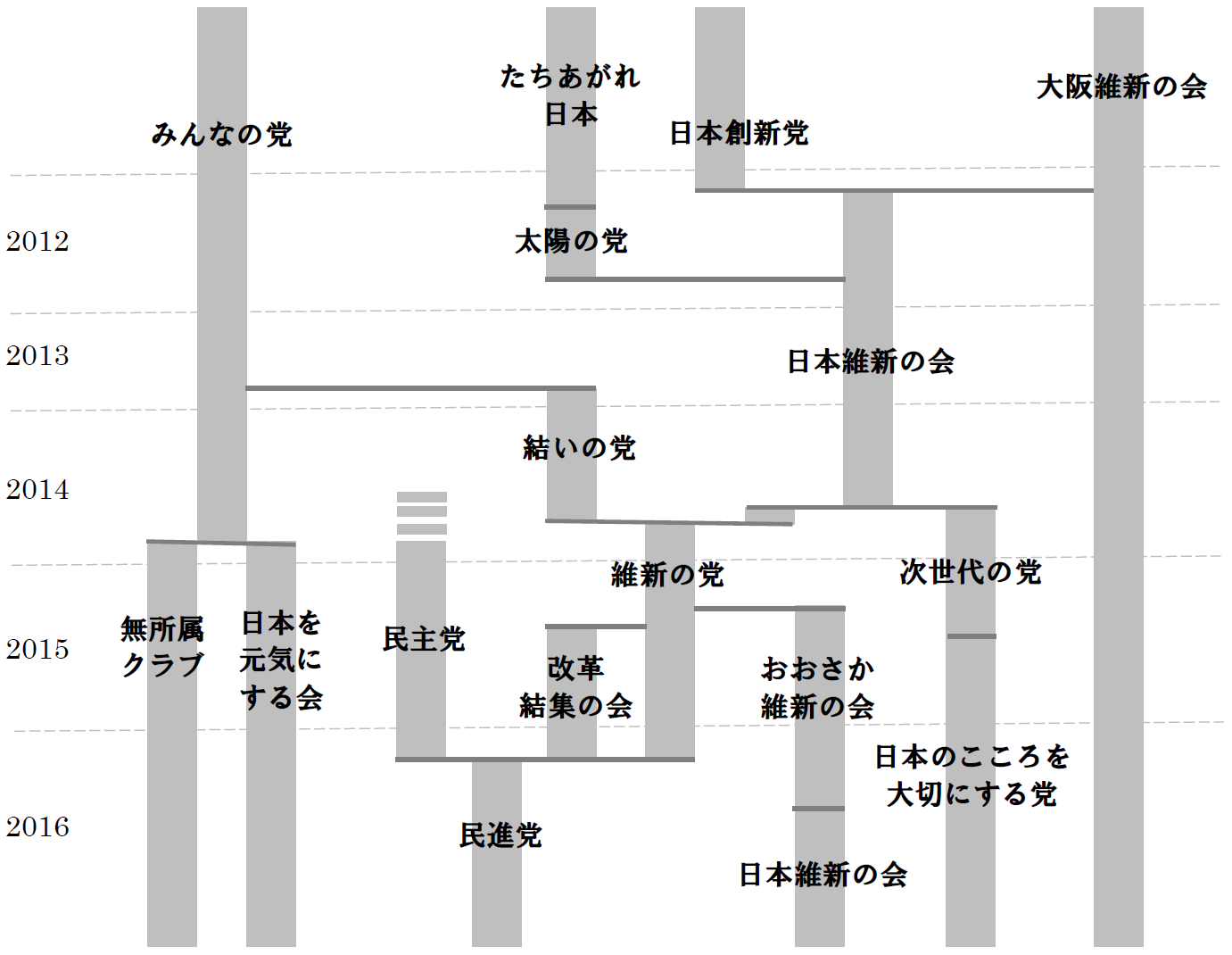
2010年代の第三極の離合集散

民進党の前身政党の一つである民主党は、自由民主党と二大政党を形成していたが、2012年の下野後は勢力を永らく回復できず、安倍晋三が自由民主党、公明党の絶対安定多数のもとで長期政権を築いていた。2014年の第47回衆議院議員総選挙で野党各党は小選挙区での立候補者調整を行ったが、自公両党は議席数をほぼ維持した。民主党は議席を回復したものの、自民党の3分の1にも達せず、更に代表の海江田万里が落選するなど、勝利とは程遠い状況であった。海江田に代わって代表に就任した岡田克也新執行体制の下、民主党は野党第2党の維新の党との連携を図る。
維新の党は自公、民主間での立ち位置を巡って松野頼久代表など民主党や旧結いの党出身の野党共闘派勢力と、橋下徹初代代表などの旧日本維新の会系（いわゆる「大阪系」）勢力が対立していたが、2015年8月に橋下をはじめ大阪系の議員が党を割り、おおさか維新の会（後に日本維新の会に改称）を結成し離脱した。また松野、橋下どちらにもつかない勢力が改革結集の会を結党した。
共闘に否定的な議員が維新の党から抜けたことにより、民主、維新両党は急接近する。前後して8月から9月ごろ、平和安全法制審議で野党の民主党、維新の党、日本共産党、社会民主党、生活の党と山本太郎となかまたち（自由党）は共同で集団的自衛権反対運動を繰り広げており、このような雰囲気も合同を後押しした。8月31日、岡田と松野の両代表が会談し、野党再編を視野に、両党が政策や選挙で協力する協議機関を第189回国会閉会後に設置することで合意した。野党再編の方法については、維新の党側が両党を解党した上で新党を結成することを主張し、民主党内でも解党論が浮上、9月10日には民主党の支持母体の日本労働組合総連合会（連合）の古賀伸明会長が「（民主解党も）選択肢の一つ」と言及した。
11月11日には民主党の細野豪志政調会長と前原誠司元外務大臣、維新の党の江田憲司前代表が会談して年内に両党解党・新党結成すべきとの認識で一致し、細野・前原が岡田に解党を申し入れたが、岡田は解党論を否定した上で年内の統一会派結成に取り組む意向を示した。12月18日、衆議院統一会派「民主・維新・無所属クラブ」が結成された。参議院側の統一会派については、維新の党側が2016年の参院選で議員が埋没しかねないとの懸念から延期されたが、両党間には政府提出の給与法改正案への賛否などに隔たりがあり、統一会派結成を前に課題も存在した。
2016年1月6日、維新の党は日本を元気にする会と参議院統一会派「維新・元気の会」を結成したが、民主党側の不信を招いたうえ、維新の党が民主党に歩調を合わせて給与法改正案賛成に転じ、統一会派内で対応が割れる事態となった（民主・維新合併合意後の3月4日、「維新・元気の会」は解消された）。
2月22日、岡田・松野両代表が会談し、民主党が維新の党を吸収合併することで合意した、さらに4日後の2月26日に岡田・松野の代表会談が再び行われ、民主・維新の両党が3月中をめどに合流することで正式に合意した。この吸収合併は1998年に民政党・新党友愛・民主改革連合が1996年結成の民主党に合流した際の方法を踏襲するものである。両党解党・新党結成による場合と異なり、この方法では、旧みんなの党の比例代表で選出されて結いの党から維新の党に合流した参議院議員5人（小野次郎、川田龍平、柴田巧、寺田典城、真山勇一）は国会法第109条の2の規定により改選を迎えるまで国会議員職を維持したまま新党には合流できない。
3月14日には新しい党名を「民進党」とすることが決定、22日には改革結集の会議員5人の内4人も合流することが決まる。25日に岡田・松野が合併協議書に調印した。
3月27日、民進党結党大会に先駆けて午前中に行われた維新の党の臨時党大会において、民進党結成のための解党の決議が全会一致で採択された。維新の党の議員のうち、2010年に民主党内閣不信任決議に賛成したり、2012年に民主党を離党して新党（日本維新の会のほか、国民の生活が第一やみどりの風）結成に参加した反党行為で石関貴史、今井雅人、太田和美、初鹿明博、牧義夫、松木謙公、松野頼久、水戸将史は民主党から除籍されていたが、今回の合流によって事実上復党することになった。

### 結党
3月27日午後、東京都内のホテルで「民進党」結党大会が開催され正式に発足した。来賓として神津里季生（連合会長）、茂木健一郎（脳科学者）、大沢真理（東京大学教授）、奥田愛基（SEALDs）らが挨拶した。結党大会では、結党宣言・綱領や、初代代表に旧民主党代表の岡田を起用することをはじめとする初代執行部の人事についての承認が議決され、全会一致で採択された。
初代執行部は、旧維新の党出身の江田憲司と今井雅人がそれぞれ代表代行と幹事長代理に就任した以外は、初代党首の岡田や幹事長の枝野をはじめ旧民主党出身の議員が顔をそろえた。一方、旧維新の党の代表だった松野は、かつて民主党を離党したことなどを理由に自らは民進党の役職に就くことを辞退している。なお、旧維新の議員は派閥を立ち上げ、党内最大派閥となった。
3月28日、衆議院会派「民主・維新・無所属クラブ」が「民進党・無所属クラブ」に変更（会派に参加していた野間健は離脱して無所属となり、勢力は95名）、30日には参議院会派「民主党・新緑風会」が「民進党・新緑風会」に変更した（旧みんなの党の比例代表選出議員ゆえに国会法109条の2第2項の規定により改選まで民進党に参加できない旧維新の党の参議院議員5名が同日付で同会派に加わり、勢力は64名）。なお、共同会派所属国会議員の地位に関する経過規定（党規約附則2条2項）により、2019年9月まで旧みんなの党の比例代表選挙参議院議員5名は改選まで無所属でありながら党役員への就任や両院議員総会での議決権行使を許されて民進党所属国会議員に準ずる地位を有するものとされ（政党助成法上の政党交付金配分に絡む議席分にはカウントされない）、この規定に基づいて小野は民進党副代表かつ党規約で「党運営に関する重要事項を議決する機関」と定めた常任幹事会のメンバーに、川田は「次の内閣」厚生労働相という党要職に就任したが、産経新聞から『「無所属議員を党所属議員として扱う」という政党政治の根本が問われるような異常な事態』と批判された。なお、この規定は2018年2月4日の改訂に伴い削除された。
地方組織においても旧民主・旧維新の一本化が進められたが、神戸市会などのように並立状態が継続している議会もある。
5月19日、4月に募集した党のロゴマークについて、3676通の応募から選ばれた最終候補の4作品の中から、地方組織や所属国会議員の投票で選ばれた新ロゴマークを発表した。この新ロゴマークは、最終候補4作品のうち「A案」と呼ばれたもので、青と赤の2本のラインで民進党の頭文字にあたるアルファベットの「M」をかたどり、党の理念として掲げた「自由、共生、未来への責任」を表現するとともに未来に向かって共に進む姿もイメージしたという。

### 岡田克也代表時代

#### 非自民勢力による選挙協力

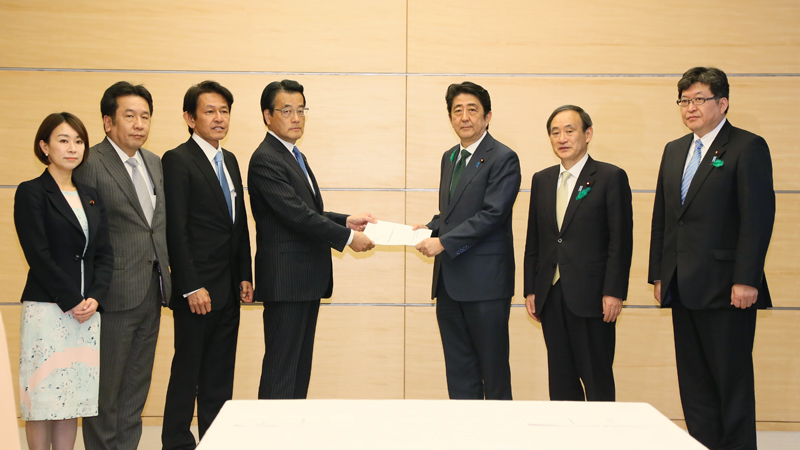
2016年、内閣総理大臣安倍晋三への申し入れを行う岡田、松野、枝野、山尾

結党後の半年間で大規模な選挙（2016年4月補選・参院選・東京都知事選）が連続して行われ、いずれも共産、社民、生活の各党との連携下で行われた。
4月24日、結党後初の国政選挙となる衆院補選が実施された。京都3区は、共産党が候補者擁立を取り下げたことや、自民・公明の与党が候補者を立てずに不戦敗をとったこともあり、前回比例復活していた民進公認の前職泉健太（社民党推薦）が圧勝した。一方、北海道5区では民主党元職員の池田真紀を擁立。共産党が「民主公認ではなく無所属候補として出馬する事」などを条件に先に出馬を表明していた候補者の立候補を取り下げ、共産・民進・社民・生活推薦の野党統一候補として無所属で出馬し、自民党公認で公明党らが支援の和田義明に挑んだが惜敗した。
7月10日実施の第24回参院選では、野党4党が1人区で候補者調整を行い、一部の選挙区で共産が公認候補の擁立を取り下げたり、逆に民進が共産・社民・生活の他党系の候補に枠を譲るなどした。最終的に、民進党は選挙区に33名、比例区に22名の候補者をそれぞれ擁立した。その結果、選挙区で21、比例で11、合わせて32議席を獲得した。前回の参院選で民主党（当時）が獲得した17議席を上回ったが、改選数の45議席には届かなかった。参議院会派「民進党・新緑風会」には野党統一候補として無所属で当選した舟山康江が加わり、勢力は51名となった。
参院選の直前になって東京都知事選（7月31日投開票）の実施が決まり、これもまた野党4党で統一候補を出すことが決まった。参院選と並行しての候補者選定が民進党東京都連の主導で進められ、鳥越俊太郎や古賀茂明などに出馬を打診したが中々決定しなかった。12日（公示2日前）になって党本部と鳥越が連絡を取って鳥越が出馬を決断、4党が鳥越を統一候補として推薦し擁立。しかし候補決定が直前まで難航し、政策等の準備不足や4党の連携の足並みが揃わなかったこともあり、自民党を割って出馬した小池百合子にダブルスコア以上の差で敗れ、自公などが推薦した増田寛也にも及ばない3位に終わった。

#### 代表選と岡田の不出馬
結党後初の代表選が9月に行われたが、参院選で野党4党が候補者を調整して挑んだ1人区では11勝21敗で与党候補に負け越したことや、「改憲勢力」（自民・公明・維新・こころの4党など）の3分の2議席獲得を阻止できないなど、岡田が推し進めてきた野党共闘は自公勢力に打撃を与えるに至らなかった。岡田は自らの地盤である三重県選挙区で候補が敗れた際は代表を退任することを宣言していた。選挙の結果、三重県選挙区では勝利を収めたものの、党自体の選挙結果は不振に終わる。この結果を受けた岡田は代表選挙への出馬については「白紙である」と述べるに留めたものの、党内からは岡田に対する責任論が噴出。7月30日、代表選挙不出馬を表明する事態となった。
代表選には蓮舫、前原誠司、玉木雄一郎の3者が立候補した。選挙戦では民共共闘の是非や与党が推し進める憲法改正論議などが焦点となった。また選挙戦後半には、蓮舫の二重国籍問題がクローズアップされることとなる。
9月15日、投開票が行われ、蓮舫が前原・玉木を大差で下し、新代表に選出。女性の党代表は旧・民主党時代も含めて初となった。また、野党第1党の党首に女性が就任するのは土井たか子（日本社会党委員長）以来30年ぶり。

### 蓮舫代表時代
蓮舫執行部において、蓮舫の所属する野田グループ（花斉会）の会長である野田佳彦前内閣総理大臣を幹事長に、代表代行には細野豪志元環境大臣・安住淳前国対委員長・江田憲司（留任）の3人を、政調会長には大串博志前政調会長代理を、国対委員長には山井和則前国対委員長代理、選対委員長には馬淵澄夫元国土交通大臣を起用した。また、前原に対して党顧問への就任を打診したが、前原は辞退した。9月21日開催の両院議員総会において、新執行部の人事案の採決が行われこれを了承。これにより、蓮舫体制の新執行部が正式にスタート。また、同じ日には台湾民進党院長（国会議長）の蘇嘉全らと会談・交流し、蓮舫選出に関して祝意を受けた。
蓮舫体制下では初陣となる10月23日実施の衆院補選の公認候補として、東京10区に元NHK記者の鈴木庸介を、福岡6区に元在インド・チェンナイ日本総領事館職員の新井富美子を、それぞれ擁立することが常任幹事会で決定された。なお共産党は、福岡6区に候補者擁立を表明したが、それと同時に民進党側と野党共闘に向けた協議を始める方針を表明し、協議の結果次第では、4月の北海道5区補選と同様に擁立を取り下げる可能性も示唆した。また東京10区でも公認候補を擁立しているが、野党共闘に前向きな姿勢を見せており、民進党側に対し候補統一に向けた協議を呼びかける意向を示している。また、社民党も民進党側に対して、野党統一による候補者一本化に取り組むよう求める方針を示した。なお、この10月補選について蓮舫は「これまでの基本的枠組みを維持しながらどういう形ができるのかこれから詰めたい」と野党共闘を続ける考えを示した。その一方、政権選択となる次の衆議院選挙については「綱領の違う党とは連立しない」ことを強調した。
10月5日に行われた野党4党（民進・共産・社民・生活）の書記局長・幹事長会談の場で福岡6区は民進党・新井で一本化する事で合意に達し、共産党・小林は翌6日に立候補取り下げを表明、また東京10区は民進党・鈴木で一本化する事で合意に達し、共産党・岸は立候補取り下げを表明した。
10月16日投開票の2016年新潟県知事選挙では、日本共産党、自由党（「生活の党と山本太郎となかまたち」より改称）、社会民主党の「野党3党」および新社会党、緑の党から推薦を受けた米山隆一（民進党出身でもある）が出馬。民進党は連合との意思統一がまとまらず表向きは自主投票であったが、実際は蓮舫をはじめ多数の所属議員が米山の応援に入った。選挙結果は、米山が自公推薦の候補を破って当選した。
10月23日、2選挙区（東京10区・福岡6区）の補欠選挙が投開票され、いずれも与党系候補（福岡6区は無所属候補が当選後に自民の追加公認を受ける）に2連敗。
2017年2月14日、同年夏の東京都議会議員選挙に向け、民進党東京都連は、都議会にある会派のうち、これまで統一されていなかった民進党系の2つの会派、旧・民主党系の「都議会民進党」と旧・維新の党系の「民進党都議団」を合流。新会派「東京改革議員団」を結成。
3月12日、民進党として初の党大会を開催。
4月10日、党の保守系議員である長島昭久は、共産党を含む共闘路線が採用され、党の基本政策にまで影響を及ぼすことになったことは受け入れがたいとして離党を表明し、受け入れられず除名された。同月13日、細野豪志が党代表代行を辞任。

#### 2017年都議選惨敗
2017年の東京都議会議員選挙に向けて、民進党は当初36名の公認候補者を立てることを予定し、小池都知事率いる地域政党・都民ファーストの会との選挙協力、候補者調整に乗り出すも小池知事側は民進党全体との連携は否定した。その後公認候補や区議が相次いで離党、都民ファーストの会に入党し、最終的な公認人数は23名に留まった。さらに、民進党の支持組織である日本労働組合総連合会（連合）の東京支部・連合東京は、「都民ファーストの会」の支援を約束する合意書を締結した。ただし、連合はこれまで通り、民進党候補の応援も行うこととした。民進党はマニフェストとして、待機児童を抱える家庭への月額5万円程度の手当（いわゆる「東京都版・子ども手当」）支給や小中学校の給食費無償化など、子育て支援を中心に7つの重点政策をメインに据えた。
7月2日、都議会議員選挙執行。民進党は「都民ファーストVS自民」の構図の中で埋没し、改選前に7議席あった議席数は2議席減の5議席に終わり、旧・民主党結党以来最低だった前回（2013年）の15議席を大きく下回った。
7月3日、松原仁都連会長が引責辞任を表明。蓮舫以下執行部引責辞任は否定的であったが、都議選後、地域ブロック懇談会では執行部に対する不満が相次ぎ、7月26日、都議選の総括のため開いた党両院議員懇談会において、敗北の責任を取り、野田が幹事長を辞任。蓮舫は次期衆議院議員選挙での参議院からの鞍替えを表明したが、翌27日には、蓮舫が代表の辞意を表明した。
8月1日、「民進党は選挙協力の名の下に左に寄っている」として離党届を提出していた藤末健三参議院議員を除籍した。
8月8日、細野が離党届を提出した。
8月23日、離党届を提出していた横山博幸、木内孝胤両衆議院議員を除籍した。
9月1日に行われた代表選挙には前原誠司と枝野幸男が立候補し、前原が代表に選出された。

### 前原誠司代表時代
9月2日、前原は都内のホテルで、代表選で自陣営の選対本部長を務めた大島敦、側近の小川淳也らとともに党執行部人事の検討に着手。幹事長に山尾志桜里を抜擢する方針を固めた。ところが、山尾の手腕への疑問や政治経験の不足から党内で異論があがり、さらに9月4日、「週刊誌が山尾と弁護士の倉持麟太郎との交際疑惑を取材している」との情報がもたらされ、前原は山尾幹事長起用を撤回した。
9月5日、両院議員総会において執行部の役員人事が承認された。幹事長は大島敦に差し替えられた。
- 代表代行：枝野幸男
- 幹事長：大島敦
- 政調会長：階猛
- 選対委員長：長妻昭
- 国対委員長：松野頼久
- 役員室長：小川淳也
- 常任顧問：岡田克也

9月6日、「週刊文春」電子版は、山尾と倉持の交際疑惑を報じた記事を配信。9月7日、山尾は離党届を提出した。前原新執行部は出端をくじかれる結果となった。山尾の離党に前後し、複数の議員が離党を模索する動きが報じられていることについて、前原は「蓮舫前代表の時から離党する、離党すると言っていた人がいた。皆それにおびえている。異常な政党だ」と危機感を露わにした。
前原代表就任以来、前述のようにいわゆる「離党予備軍」と呼ばれる所属議員（特に共産党との連携に消極的な保守系議員）に対し、説得するなど慰留に徹していたものの、離党ドミノに歯止めがかからず、9月13日には鈴木義弘衆議院議員（比例北関東）が、 15日には神奈川県選出の衆院議員の笠浩史（9区）・後藤祐一（16区）が、それぞれ離党届を提出。なお離党した鈴木・笠・後藤の3人は、8月に離党した細野豪志元環境相が結成したグループ「自誓会」のメンバーだった。19日、常任委員会において鈴木・笠・後藤の3名の除籍を決定した。さらに9月25日には、松原仁元国家公安委員会委員長も離党届を提出した（後に松原も除籍処分）。これにより、前述の山尾も含め、前原執行部発足からわずか半月で5人の所属議員を失う形となった。細野ら離党・除籍となったメンバーは後日、小池百合子東京都知事が率いる国政新党「希望の党」の結党メンバーとなる。
離党の動きは衆議院選挙候補者にも広がり栃木県第1区から立候補予定の元職柏倉祐司が9月20日に離党届を提出（同日、県連は受理せず除籍処分）。9月25日には、東京都第19区候補の元職末松義規と、兵庫県第7区から出馬予定の元職畠中光成がそれぞれ離党届を提出した。また、同日埼玉県第9区の候補も離党届を提出した。翌26日には、神奈川県第3区から出馬する予定だった元職の勝又恒一郎以外に、神奈川10区・13区、静岡2区・4区から立候補する予定だった新人候補が離党届を提出した。
なお、前原代表はこの動きに対し、次期衆議院議員選挙において離党した議員の選挙区に民進党公認の対立候補（いわゆる「刺客候補」）を立てることも辞さないことを発言したが、党勢低迷を受けて25日には幹事長の大島が「新しい政治状況が生まれたとすれば、もう一度私たちも考えていきたい」と述べ、軌道修正する可能性を示唆した。

#### 希望の党との合流案
9月25日、東京都知事の小池百合子が希望の党を立ち上げると、同党との連携を探る動きを見せる。一部報道では、希望の党の旗揚げに先がけ、小池と前原が極秘に会談し、民進党と希望の党の合流が協議され、最終調整に入ることで合意がなされていたことが、27日午後の報道によって明らかとなった。また、前原は第48回衆議院議員総選挙に関しては、民進党所属の衆議院議員が希望の党に公認申請・立候補することを認める方針を固めた。
9月28日、衆議院解散後に行われた党常任理事会において、党として比例代表を含め公認候補を擁立せず、希望の党に公認申請を依頼し、事実上希望の党と合流する案が提案され、党常任理事会が承認。さらに、その後行われた両院議員総会において、全会一致で採択され、これにより民進党は事実上の「解党」と報じられた。また、両院議員総会の中では、小沢一郎率いる自由党を軸とした野党勢力の結集を目指すことを理由に、自由党との合流を提案することも表明されていた。参議院議員の党籍および地方組織については、そのまま据え置くこととした。
同日、連合は逢見直人事務局長名の談話で、「大きなかたまりとして安倍政権に代わる選択肢を国民に示すことが重要である」として、一連の流れを支持する姿勢を明らかにした。

#### 排除の論理と立憲民主党の結成
小池は民進党出身議員のうち、排除の論理として希望の党側で選抜を行い基本政策が一致しない議員は排除するとし、民進党全体との合流は否定した。これにより左派の立候補予定者は公認が得られる可能性が極めて低くなった。希望側の姿勢に反発して合流を拒否する者も現れ、このうち一部は無所属での出馬を表明。さらに彼らの受け皿となる政党として枝野幸男を代表とする「立憲民主党」が結成された。
こうして分裂状態で挑んだ第48回衆議院議員総選挙（10月22日投開票）では立憲民主党と希望の党が議席を奪い合う形となり、与党の勝利に終わる。前原は9月28日に、「現職、支部長含めて全員が（希望の）候補になるように尽力したい」と述べたにもかかわらず、希望・立憲民主・無所属の三分裂で選挙に臨むに至ったことについて、10月3日には、「全てが想定内だ。政権交代可能な状況を作らないといけない」と発言したが、27日には「賭けのようなものだった。みんなで合流したいと思ったが、約束を守れなかった」と語り、調整不十分のまま見切り発車したことを認めた。
10月12日、小川敏夫参議院議員会長は、希望・立憲民主への移籍組や無所属議員の再結集を模索し、政党として残ることを表明。しかし、希望・立憲民主とも総選挙後も含め民進党へ復帰することを否定。立憲民主党の枝野代表は10月12日、BSフジの番組で「新しい旗を立てた以上は、我々の旗を大事にしながら大きな勢力にどう広げていくか」だと述べている。また、希望側も民進党出身の細野が、フジテレビの報道番組の中で「元の民進党に戻るなんてあり得ない」と否定した。
10月26日、岡田克也元代表は、無所属で当選を果たした民進党系衆議院議員の国会活動における受け皿を作るため、自身が代表となり衆議院院内会派の無所属の会を結成し、衆議院議員13名が参加した。

#### 合流撤回
選挙後に行われた両院議員総会の中で、総選挙で不振に終わった希望の党に合流する当初の方針を撤回し、地方組織を含め民進党を存続させることを正式決定。また、前原は11月1日の特別国会召集前に代表を辞任する考えを表明。そして、10月30日に再び行われた両院議員総会で、前原の代表辞任を全会一致で了承。31日の両院総会で国会議員の投票による3度目の代表選を実施することを決定。前原もこの後希望の党に移籍した。

### 大塚耕平代表時代
10月31日、代表選挙が公示されたものの、立候補届出において参議院愛知県選出の大塚耕平以外に届出がなく、両院議員総会において無投票で党代表に選出された。
11月8日、幹事長を増子輝彦、国会対策委員長を無所属の会所属の衆議院議員平野博文とするなど新執行部を発表した。
党名変更論が党内で浮上していることについて、大塚は「やはり民主党という名前に愛着のある人もいる」として「堂々と『帰ってきた民主党』『新しい民主党』と言えばいい」と述べた。

#### 希望・立憲民主との統一会派結成構想
12月26日、民進党は立憲民主党・希望の党に対し統一会派を求める決議を両院議員総会で発表した。しかし一部参院議員から異論が出たほか事実上の民進党衆議院会派となっている無所属の会の岡田代表からも希望の党の一部議員と統一会派を組むべきでないと主張。反発は更なる離党ドミノへと発展し、8日無所属議員で参議院会派「民進党・新緑風会」に参加していた川田龍平が立憲民主党への参加を表明。11日には有田芳生、21日には風間直樹、22日には江崎孝がそれぞれ離党届を提出し立憲民主党に入党届を提出した。川田は19日、有田・風間・江崎は26日立憲民主党への入党を認められた。26日午後、決議に参加した蓮舫前代表も離党届を提出した。
そして年末に、希望の党・立憲民主党との3党による統一会派の結成を目指し、両党にオファーをした。このうち、希望側は民進との統一会派結成に前向きな考えを表明。2018年1月には、両党による幹事長・国会対策委員長による会談が持たれ、両党は統一会派の結成に向け、前向きに協議することで一致。一方、立憲民主側は、民進との統一会派結成を拒否。枝野代表は2018年1月4日の年頭会見において「終わった話だと思っているので、われわれを巻き込まないでいただきたい」と発言した。また、反対に統一会派の結成に前向きな姿勢を見せた希望の党に対しても「残念ながら希望の党と統一会派が組めると思っている方とは理念、政策が違うのではないか。そうした皆さんと果たして会派を一緒にできるのかというと大きな疑問符がつかざるを得ない」と指摘。また、これらに先駆けて愛知県連は、2018年の統一地方選をにらみ、立憲民主党との合流を視野にいれて、愛知県議会議員や名古屋市議会議員などがメンバーの新政あいちを設立した。
しかし、希望の党との交渉後に行われた党の会合では、所属議員から希望との統一会派構想に、先の衆院選で民進出身議員を「排除」した細野豪志ら希望の創立メンバーが残っているとして反発があり、反対意見が噴出。大塚代表は交渉決裂に追い込まれ、希望との統一会派構想は白紙に終わる。ただ、希望の党側は今回の統一会派結成構想の中で、安全保障や憲法に関する見解の違いなど党内の分裂が鮮明となり、保守系勢力とリベラル系勢力との分党と分党後の民進党への合流へ向け、調整を続けることとなった。

#### 国民党との合併、野党再編へ

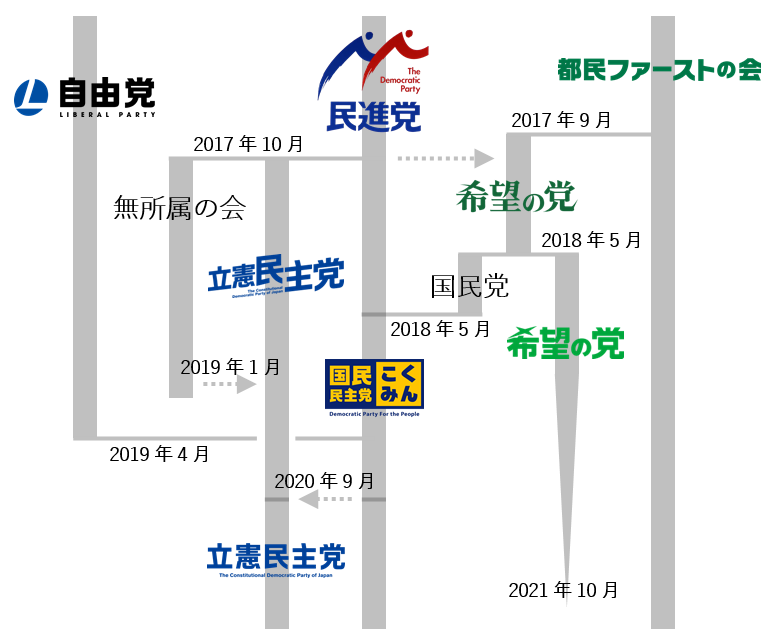
2010年代の民主党系

2018年3月、讀賣新聞が民進党と希望の党の執行部が、合流した上での新党結成を模索していることを報道。これを受け、幹事長・増子輝彦は記者会見で、希望の党との合流による新党結成について「遅くとも統一地方選1年前の4月中、メーデーの前までには新しい党の形で戦うのがいい」と述べ、さらには希望の党以外からも入党希望者を募る方針を示す。
ただ、岡田克也・野田佳彦ら民進党籍を残した無所属議員による衆議院会派「無所属の会」は立憲民主党との統一会派結成を模索しており、党全体が希望の党に合流できるかはまだ不透明な情勢となっていた。
3月29日の産経新聞では、3月28日に代表の大塚が翌29日の幹部会合において希望との合併を提案する意向を固め、30日に開催される両院議員総会で了承を得た上で4月中の新党設立を目指すとしたことを報道。同日開かれた常任幹事会において、合併協議に入る方針を正式決定。民進党は希望の党を吸収合併させる形での新党結成を目指すとした。また希望の党側も玉木代表が、党内保守派と分党の上、新党への合流を進める考えを表明。しかし、民進・希望とも合流に反対する議員も多く、分党する案もあるため、党が一枚岩となって合流するかどうかは不透明となっていた。
また、民進党側は、新党に立憲民主党も合流させる予定であったが、立憲民主党・枝野代表は「永田町の数合わせのような権力ゲームに巻き込まれない」として、新党構想には加わらない意向を改めて示した。4月2日の執行部役員会でも民進党の新党構想には応じない姿勢を再確認し、新党結成申し入れのための党首会談の呼びかけに対しても応じない姿勢を示した。
4月9日、民進党の大塚代表が玉木雄一郎希望の党代表と会談し、当面は共同代表制とするなどの合流協議を再開した。これに対し、杉尾秀哉参議院議員が合流に反発し民進党を離党、立憲民主党に入党した。
4月17日には衆議院会派「無所属の会」の全メンバー14人のうち新党に合流する方針を示しているのは3人ほどであると報じられた。
4月24日、新党協議会で合併後の党名を「国民民主党」とすることを決定した。4月26日に国民民主党結成の合意書に署名し、5月7日に結党する方針で正式に合意した。なお、手続きとしては5月7日にまず「希望の党」を解党し、玉木ら新党合流組が「国民党」、松沢成文参議院議員らが「（新）希望の党」をそれぞれ結党する形で分党し、このうち玉木らの「国民党」が翌8日に民進党に合流の上、民進党側が「国民民主党」へ党名を変更する方式を取った。
一方で新党への不参加を表明する議員も相次ぎ、4月25日には岡田常任顧問、野田前首相、安住淳元財務相、中川正春元文部科学相、江田憲司元代表代行、福田昭夫元総務大臣政務官の民進党籍を持つ「無所属の会」所属6人の衆議院議員が結党届提出に合わせ集団離党する方向で調整に入ったほか、翌26日には小川敏夫参議院議員会長が自身を含め17人の参議院議員が離党する見通しであると公表、野党第一党を目指した「国民民主党」は衆参合わせて60人程度の規模にとどまり、現在の野党第一会派である立憲民主党を下回ることが確実な情勢となった。
「国民民主党」結党大会当日となった5月7日、党所属の参議院議員18名と党籍を持つ衆議院議員9名の計27名が離党届を提出した。このうち小川敏夫、鉢呂吉雄元経産相、那谷屋正義参議院議員ら9名と6日付で離党届を提出した福田衆議院議員の10名が立憲民主党へ入党届を提出した。最終的に民進党から国民民主党へ参加したのは参議院から23名、党籍を持つ無所属の会の衆議院議員3名（原口一博元総務相、平野博文元官房長官、篠原孝衆議院議員）の計26名に留まった。
同日、参議院の会派名を「民主党・新緑風会」から「国民民主党・新緑風会」へ名称を変更し、無所属で同会派に参加する舟山康江参議院議員を含めた24名で会派結成を届け出た。同日付で民進党が国民民主党への党名変更を総務大臣へ届け出て、「民進党」の名称が法的にも消滅した。
翌8日、（旧）希望の党から分党した政治団体「国民党」（代表：玉木雄一郎、会計責任者：岸本周平）を吸収、国民民主党結成の法的手続きが完了した。なお、政党・会派の異動先は以下の表の通り（※は民進党籍を持っていた衆議院議員）。

## 略史

### 2016年
- 02月22日 - 民主党の岡田克也と維新の党の松野頼久の両代表が、民主党を存続させて維新の党を吸収する形で両党が合流したうえで、新党を結成することで合意[51]。
- 02月26日 - 岡田・松野の代表会談が再び国会内で行われ、民主・維新の両党が3月中をめどに合流することで正式に合意[215]。
- 03月03日 - 両党が記者会見で、合流に伴う新たな党名案を同月4日から6日にかけて、両党のホームページとファックスを使って、国民から一般募集すると発表。
- 03月10日 - 民主党側は「立憲民主党」、維新の党側は「民進党」の2つの新党名称案を提示。
- 03月14日 - 民主党と維新の党は記者会見で、合流に伴う新しい党名を「民進党」とすることが決定したことを発表[28]。
- 03月22日 - 改革結集の会の所属議員5人のうち、おおさか維新の会に合流する小沢鋭仁を除く4人が合流することを表明。
- 03月25日
  - 改革結集の会が衆議院事務局に会派の解散届を提出し受理。「改革結集の会」は正式に解散。
  - 松野・岡田の代表会談が国会内で開かれ、両者が合併協議書に調印。両党の合併手続きが完了。
- 03月27日
  - 党綱領が制定[11]。
  - 維新の党の臨時党大会において、解散を決議。維新の党は正式に解散[58]。
  - 民主・維新の両党が合併し「民進党」結党大会が品川プリンスホテルにおいて開催された[21]。
- 03月30日 - 基本政策が制定[216]。
- 04月04日 - 党のロゴマーク案の公募を開始（4月12日まで）。
- 04月24日 - 合併後初の国政選挙となる前期補欠選挙実施（北海道第5区・京都府第3区）[217][218]。
  - 北海道第5区は民進がバックアップした民主党元職員で野党統一候補の池田真紀が自民党候補に挑むも惜敗[73]。
  - 京都府第3区は民進党公認の前職泉健太（社民党推薦）が当選。民主・維新合併後としては、国政選挙初勝利[72]。
- 05月10日 - 公募した党のロゴマークについて、3676通の応募の中から選ばれた最終候補の4作品を発表。なお、この日より民進党公式サイトにおいて、国民からの意見を募集。その上で、民進党の地方組織や所属国会議員などが投票を行い、得票数がトップだった作品が新しいロゴマークとなる[219]。
- 05月19日 - 民進党の新ロゴマークが、最終候補4作品のうち、A案に決定。
- 05月31日 - 民進・共産・社民・生活の野党4党が安倍内閣に対し内閣不信任決議案を共同提出。即日、衆議院本会議において採決され、自民・公明の与党、おおさか維新などの反対多数で否決。
- 07月10日 - 第24回参議院議員通常選挙実施。その結果、選挙区で21、比例で11、合わせて32議席を獲得した。
- 07月30日 - 岡田克也代表が9月の代表選への不出馬を表明。
- 07月31日 - 2016年東京都知事選挙実施。野党統一候補の鳥越俊太郎が小池百合子に大差で敗れ、落選。
- 08月02日 - 両院議員総会において、結党後初の代表選を9月2日告示、9月15日投開票の日程で行うことを決定。
- 08月05日 - 10月23日実施の後期補欠選挙の公認候補として、東京都第10区に元NHK記者の鈴木庸介、福岡県第6区に元在インド・チェンナイ日本総領事館職員の新井富美子をそれぞれ擁立することを常任幹事会で決定。
- 09月01日 - 旧民主党時代の党公認マスコットキャラクター（ゆるキャラ）・民主くんの後任となる新しい公認マスコットを公募すると発表した。党のホームページで同月6日～15日まで受け付け、党外から募集する選考委員による選考などを経て、来年前半に予定される党大会で発表する。なお大賞には、正賞として10万円と、副賞として「民主くん」の等身大人形（全長：約130センチ）が進呈される[220]。
- 09月02日 - 民進党代表選挙告示。蓮舫、前原誠司、玉木雄一郎の3人が立候補を届け出る。
- 09月15日 - 民進党代表選挙投開票。1回目の投票で過半数の503ポイントを獲得した蓮舫が新代表に選出される。
- 09月21日 - 両院議員総会において人事案が採択され、蓮舫体制の新執行部が正式に発足。
- 10月23日 - 後期補欠選挙投開票。東京都第10区・福岡県第6区とも与党系候補の前に敗戦、2連敗に終わる。

### 2017年
- 02月14日 - 民進党東京都連は、都議会にある2会派（「都議会民進党」「民進党都議団」）を合流、新会派「東京改革議員団」を結成。
- 03月09日 - 民主党時代のゆるキャラ「民主くん」の後任キャラクターを発表。名前を「ミンシン」と命名したことを発表[221]。
- 03月12日 - 民進党定期党大会[222]が開催され、蓮舫代表が、次期衆院選に向け現在の「2030年代原発ゼロ」から目標年限を前倒しすることを目指し、「原発ゼロ基本法案」を作成する考えを表明[223]。
- 03月31日 - 森友学園に対する一連の問題に関連した民進党の辻元清美衆議院議員に関する疑惑を報じた産経新聞に抗議するが、産経新聞は石橋文登政治部長が「恫喝と圧力には屈しない」として記事の撤回を拒否した[224]。
- 07月02日 - 2017年東京都議会議員選挙投開票。改選前に7議席あった議席数は2議席減の5議席に終わり、旧・民主党結党以来最低だった前回（2013年）の15議席を大きく下回る結果となった。
- 07月27日 - 蓮舫代表が、この日行われた役員会の中で代表職の辞任を表明、その後行われた記者会見で辞任を正式発表。
- 08月02日 - この日行われた両院議員総会において、蓮舫代表の退陣に伴う代表選挙を、8月21日告示・9月1日投開票の日程で行うことを決定。
- 08月21日 - 民進党代表選挙告示 - 前原誠司、枝野幸男の2人が立候補を届け出る。
- 09月01日 - 第2回民進党代表選挙投開票。1回目の投票で過半数の502ポイントを獲得した前原誠司が新代表に選出される。
- 09月05日 - 両院議員総会において人事案が採択され、前原体制の新執行部が正式に発足。
- 09月28日 - 両院議員総会において、小池百合子代表率いる希望の党との合流案[注 3]が提案され、満場一致で承認される。これにより民進党は、事実上の「解党」と報じられた。
- 10月02日 - 民進党の枝野幸男代表代行は新党「立憲民主党」の旗揚げを表明[225]。
- 10月10日 - 第48回衆議院議員総選挙公示日。公認候補者を擁立せず[226]。
- 10月22日 - 第48回衆議院議員総選挙投票日。民進党籍を残す無所属候補は18人当選。
- 10月26日 - 民進党籍無所属当選議員が岡田克也を代表に衆議院で院内会派「無所属の会」結成。
- 10月27日 - 両院議員総会を開き、希望の党への合流方針を正式に撤回[171]。前原代表が辞任表明。
- 10月31日 - 第3回民進党代表選挙立候補届出において、大塚耕平以外に立候補の届け出がなく、同日の両院議員総会で代表に選出される[227]。
- 11月08日 - 両院議員総会において人事案が採択され、大塚体制の新執行部が正式に発足。

### 2018年
- 04月24日 - 民進党と希望の党は合併後の新しい党名を「国民民主党」とすることを決定[203]。
- 04月26日 - 民進党の大塚耕平と希望の党の玉木雄一郎の両代表が国会内で会談し、新党結成の合意書に署名。
- 05月7日 - 国民民主党結党大会が行われ、総務大臣に「国民民主党」への名称変更を届け出る。民進党の名称が消滅。

## 政策
専守防衛による平和主義、憲法第9条への自衛隊明記反対、長時間労働の規制、基礎的所得保障の実現、原発ゼロ実現などを政策として掲げており、リベラル・中道左派色が強かった。

### 綱領
結党大会において採択された綱領には、「自由」「共生」「未来への責任」を結党の理念とし、「公正・公平・透明なルールのもと、多様な価値観や生き方、人権が尊重される自由な社会」「誰もが排除されることなく共に支え、支えられる共生社会」「未来を生きる次世代への責任を果たす社会」を実現するとした。
以下は綱領の内容。

## 組織
規約上は、民主党の制度を基本的に受け継ぐものとなっている。

### 党員・サポーター
党員・サポーター制度は民主党時代の2000年（平成12年）の党大会で導入されたもので、党ではFAQの中で「党員には規約・組織規則・倫理規則に基づく義務が発生するが、サポーターにはそれがない」と両者の決定的な違いを説明している。
党員の資格は「党綱領及びそれに基づく政策に賛同する18歳以上の日本国民で入党手続きを経た者」（党規約4条1項）、サポーターの資格は「党所属の国会議員、地方自治体議員及びこれらの候補者等を支援する18歳以上の個人（在外邦人及び在日外国人を含む）で定められた会費を拠出し総支部に登録した者（党員を除く）」（党規約6条1項）となっている。党費は年間6,000円で機関紙「民進プレス」が毎号自宅に郵送される。また党代表選挙に投票することが出来る。
サポーターの会費は年間2,000円。党代表選挙の投票権を購入するだけと誤解されがちだが、実際はサポーターであっても党が主催する講演会や勉強会、イベント、選挙ボランティアなどに参加することができるとされている。なお外国人サポーターは代表選挙に投票することができない（党規約6条3項）。
一般党員の入党・サポーター入会は最寄りの総支部で、地方議員の入党は選挙区を管轄する都道府県総支部連合会（組織規則2条4項）がそれぞれ受け付ける。なお国会議員の入党は幹事長が受け付け、役員会と常任幹事会の承認を受けることが必要となっている（党規約4条8項）。総支部は党費・サポーター会費を受け取った後、その中から一定額を「本部登録料」として都道府県総支部連合会経由で本部に送る（党員は組織規則4条、サポーターは同7条で1人につき1,000円とされている）。
また自民党の党友組織ないしは政治資金団体である自由国民会議や国民政治協会と異なり、サポーターでも党本部が登録を受け付け管理する形式となっていて、党の政治資金団体「国民改革協議会」に個人献金をしただけではサポーターとみなされない。
ちなみに、旧民主党の党員・サポーターは合流時に民進党に承継されたが、旧維新の党の一般党員については合流後、改めて民進党の入党手続きを取ることが求められていた。

### 地方組織
衆議院の小選挙区、参議院の選挙区ごとに総支部、基礎自治体ごとに行政区支部を擁する（党規約37条1項、38条1項）と定められている。この他に、自民党の職域支部に相当する任意の組織を置くことができるとされており、都道府県ごとにこれら支部を束ねる連合会を設置している。この連合会のことを県連と略しており、正式には「民進党○○県総支部連合会」という。東京都、大阪府・京都府、北海道においてはそれぞれ都連、府連、道連になる。
県連代表は現職国会議員を就けるのが基本であるが、県内の衆議院小選挙区に議員がおらず（空白県）、衆議院比例代表にも地元出身者がいない場合は次の国政選挙の公認予定者を就かせることもできる。設立および代表の選任手続きは事前に党本部に通知し、執行役員会の了解と組織委員長の承認を得ることが必要となる（党規約39条1項、組織規則10条1項・2項）。
また、県連の上に立つ組織として衆議院比例代表選挙のブロックごとにブロック協議会を置くとしており、これは社民党のそれと同等の位置付けになる（党規約40条）。

#### 分裂後の地方組織
2018年5月の民進党の国民民主党への移行に伴い、地方組織も国民民主党が引き継ぐこととなったが、旧民進党の地方議員のうち国民民主党に参加したのは約半数にとどまり、無所属で活動する議員や、立憲民主党に入党する議員などに分裂した。そのため、一部の県では旧民進党系地方議員の受け皿として地方政治団体が設立された。以下に一例を挙げる。
- 新政あいち（愛知県） - 2018年2月設立[232]。
- 三重民主連合（三重県） - 2018年5月に「三重新政の会」として設立、8月に三重民主連合に改称[233]。
- 千葉民主連合（千葉県） - 2018年6月設立[234]。
- みやぎ民主連合（宮城県） - 2018年8月設立[235]。
- 新政信州（長野県） - 2018年4月に設置した「信州連絡協議会」を母体として2018年10月に発足[236][237]。
- 茨城県民フォーラム（茨城県） - 2018年2月24日設立[238]。

### 総支部
民進党の総支部は、自民党の選挙区支部に相当するものであり、現職国会議員及び次回国政選挙の公認予定者の活動を支える組織となる。
参議院選挙区選挙の当選者と次回立候補予定者は、都道府県連に所属した上で（組織規則15条1項）その下に置かれる「参議院選挙区総支部」（組織規則11条3項）の支部長となる。衆議院比例代表単独で立候補し当選した議員（組織規則11条2項）、および参議院比例区選出議員（組織規則11条4項）、次回立候補予定者は出身都道府県ごとに置かれる「衆議院ブロック比例区総支部」「参議院比例区総支部」（組織規則11条2項）に所属しその支部長となる。なお総支部長が国政選挙で落選、もしくは離党、除籍処分により党籍を失った場合は、県連代表または同県出身の他の現職国会議員を暫定総支部長とすることができる（党規約36条5項、組織規則12条3項・4項）。その後、当該選挙区の次回立候補予定者が決まった場合は予定者が総支部長に就任する（組織規則13条5項）。
総支部長の選任と異動は事前に本部に通知し、執行役員会の了解と組織委員長の承認を得ることが必要とされる。

### 行政区支部
行政区支部は自民党の地域支部に相当し、地元の選挙区選出の都道府県議会議員と、その地域の基礎自治体議会の議員が所属する。原則として1つの基礎自治体につき一つの支部（「地域型行政区支部」）とするが、複数設置することが党勢の拡大に寄与すると判断される場合は、都道府県・政令市議会議員の選挙区を単位とする行政区支部（「地方自治体議員型行政区支部」）を議員1人につき1つ設置することができる（組織規則18条4項）。
行政区支部長の選任と異動は、事前に本部に通知して組織委員長の承認を得ることが必要とされる（党規約39条4項、組織規則10条2項）。
地域型・自治体議員型のどちらの行政区支部も総支部の国会議員や公認予定者と緊密な連携を取る。

### 県連・総支部傘下の任意組織
自民党の職域支部に相当する組織として、都道府県総支部連合会または総支部の下に任意の組織を作ることができるとされている。

## 役職

### 党役員
- 2017年11月18日現在
- 党役員のうち、代表・代表代行・幹事長・参議院議員会長およびその他代表が必要であると判断し指名した人物が執行役員会を構成する（党規約10条2項本文[67]）。
- 全員が民主党出身。

| 役職                 | 氏名       | 衆参別 | 所属派閥                             |
| -------------------- | ---------- | ------ | ------------------------------------ |
| 代表                 | 大塚耕平   | 参議院 | 無派閥                               |
| 副代表               | 小林正夫   | 参議院 | 民社協会（旧高木グループ）           |
| 副代表               | 原口一博   | 衆議院 | 無派閥                               |
| 幹事長               | 増子輝彦   | 参議院 | 素交会（旧大畠グループ）             |
| 財務局長             | 大野元裕   | 参議院 | 国軸の会（旧長島グループ）           |
| 国民運動局長         | 牧山弘恵   | 参議院 | 無派閥                               |
| 役員室長             | 羽田雄一郎 | 参議院 | 無派閥                               |
| 政務調査会長         | 足立信也   | 参議院 | 無派閥                               |
| 国会対策委員長       | 平野博文   | 衆議院 | 無派閥                               |
| 選挙対策委員長       | 篠原孝     | 衆議院 | 素交会（旧大畠グループ）             |
| 組織委員長           | 桜井充     | 参議院 | 国のかたち研究会（菅グループ）       |
| 常任幹事会議長       | 鉢呂吉雄   | 参議院 | サンクチュアリ（赤松グループ）       |
| 両院議員総会長       | 柳田稔     | 参議院 | 民社協会（旧高木グループ）           |
| 参議院議員会長       | 小川敏夫   | 参議院 | 国のかたち研究会（菅グループ）       |
| 参議院幹事長         | 羽田雄一郎 | 参議院 | 無派閥                               |
| 参議院政策審議会長   | 田名部匡代 | 参議院 | 自誓会（旧細野グループ（客員会員）） |
| 参議院国会対策委員長 | 那谷屋正義 | 参議院 | サンクチュアリ（赤松グループ）       |

### 顧問
民主党出身。
| 役職     | 氏名     | 衆参別 | 所属派閥 |
| -------- | -------- | ------ | -------- |
| 常任顧問 | 岡田克也 | 衆議院 | 無派閥   |

### 次の内閣
2017年9月19日現在。
| 役職 | 担当者                       |
| --- | ---------------------------- |
| ネクスト総理大臣                                                                                                | 前原誠司                     |
| ネクスト副総理大臣                                                                                              | 枝野幸男                     |
| ネクスト官房長官                                                                                                | 階猛                         |
| ネクスト官房副長官                                                                                              | 田島一成 田名部匡代 大塚耕平 |
| ネクスト外務大臣                                                                                                | 藤田幸久                     |
| ネクスト環境大臣                                                                                                | 荒井聰                       |
| ネクスト経済産業大臣                                                                                            | 北神圭朗                     |
| ネクスト厚生労働大臣 （年金改革担当）                                                                           | 足立信也                     |
| ネクスト国土交通大臣                                                                                            | 小宮山泰子                   |
| ネクスト財務・金融大臣                                                                                          | 古川元久                     |
| ネクスト総務大臣                                                                                                | 近藤昭一                     |
| ネクスト農林水産大臣                                                                                            | 村岡敏英                     |
| ネクスト復興大臣                                                                                                | 金子恵美                     |
| ネクスト防衛大臣 （集団的自衛権関連法制担当）                                                                   | 古本伸一郎                   |
| ネクスト法務大臣 （特定秘密担当）                                                                               | 黒岩宇洋                     |
| ネクスト文部科学大臣 （スポーツ・文化芸術・伝統芸能担当）                                                       | 菊田真紀子                   |
| ネクスト国家公安委員長 （拉致問題担当、防災担当）                                                               | 鷲尾英一郎                   |
| ネクスト内閣府特命大臣 （新しい公共・社会的包摂・消費者及び食品安全・ 男女共同参画・子ども・子どもの貧困・NPO） | 白眞勲                       |
| ネクスト内閣府特命大臣 （沖縄および北方対策）                                                                   | 小宮山泰子                   |
| ネクスト内閣府特命大臣 （科学技術・IT・宇宙・海洋・中小企業）                                                   | 大島九州男                   |
| ネクスト内閣府特命大臣 （行政刷新・行政改革）                                                                   | 青柳陽一郎                   |
| ネクスト内閣府特命大臣 （原発事故収束及び再発防止）                                                             | 荒井聰                       |
| ネクスト内閣府特命大臣 （国家基本戦略・経済再生・公務員制度改革）                                               | 相原久美子                   |
| ネクスト内閣府特命大臣 （少子化対策）                                                                           | 足立信也                     |
| ネクスト内閣府特命大臣 （地域主権改革・地方再生）                                                               | 近藤昭一                     |
| 2020年東京オリンピック・パラリンピック競技大会担当大臣                                                          | 菊田真紀子                   |

## 派閥
解散が確認されていない党内グループは以下の通り（設立順）。民進党のグループ（＝政策集団）は掛け持ち自由が基本のため、人数通りの勢力を持つとは限らない。掛け持ち禁止のグループ（＝派閥）は通常「○○派」と呼称される。2017年10月以降は、希望の党や立憲民主党との超党派グループに移行している。
| 名称             | 通称                              | 人数 | 備考                                    |
| ---------------- | --------------------------------- | ---- | --------------------------------------- |
| 民社協会         | 旧民社党系グループ 旧高木グループ | 10人 | [ 240 ] [ 241 ] [ 242 ] [ 243 ] [ 244 ] |
| 国のかたち研究会 | 菅グループ                        | 22人 |                                         |
| 凌雲会           | 前原グループ                      | 16人 | [ 240 ] [ 241 ] [ 242 ] [ 243 ] [ 244 ] |
| 花斉会           | 野田グループ                      | 8人  | [ 240 ] [ 241 ] [ 242 ] [ 243 ] [ 244 ] |
| 素交会           | 旧大畠グループ                    | 10人 | [ 240 ] [ 243 ] [ 244 ]                 |
| サンクチュアリ   | 旧社会党系グループ 赤松グループ   | 19人 | [ 240 ] [ 241 ] [ 242 ] [ 243 ] [ 244 ] |
| 国軸の会         | 旧長島グループ                    | 6人  | [ 240 ] [ 241 ] [ 242 ] [ 243 ] [ 244 ] |
| 自誓会           | 旧細野派→グループ                 | 9人  | [ 240 ] [ 241 ] [ 242 ] [ 243 ] [ 244 ] |

※備考欄には最近の報道を掲載した。以上のほか、馬淵グループ（約5人）を党内グループとして挙げる報道もある（2017年7月に、馬淵は自身を無派閥とした上で、馬淵組は10人から20人程度の緩い連携としている）。また、松野グループは第48回衆議院議員総選挙にて、当選したメンバーは希望の党所属議員・立憲民主党所属議員がそれぞれ2名、民進党所属議員は誰もおらず、さらに、旧維新の党出身で民進党籍を保持したまま当選したのが松野と袂を分かった江田のみとなったため党内勢力を失った。

## 支持団体
前身の民主党 (日本 1998-2016)#支持層も参照。
| カテゴリー         | 団体 |
| ------------------ | --- |
| 労働組合           | - 日本労働組合総連合会（連合） 旧民主党時代から労働組合のナショナルセンターである連合を最大の支持母体とし、国会・地方議会いずれにおいても全日本自治団体労働組合（自治労）や日本教職員組合（日教組）などの公務員労組や民間労組から多数の組織内候補が立候補し民進党の所属議員となっている。連合傘下組合の組織内議員は次の通り。 - 全国繊維化学食品流通サービス一般労働組合同盟（UAゼンセン）：川合孝典 - 全日本自治団体労働組合（自治労）：逢坂誠二（立憲民主党所属）、相原久美子、江崎孝（立憲民主党所属） - 全日本自動車産業労働組合総連合会（自動車総連）：古本伸一郎（全トヨタ労連、希望の党所属）、礒﨑哲史、濱口誠（全トヨタ労連） - 全日本電機・電子・情報関連産業労働組合連合会（電機連合）：浅野哲（日立労組、希望の党所属）、平野博文（パナソニックグループ労連）、石上俊雄、矢田稚子（パナソニックグループ労連） - 日本基幹産業労働組合連合会（基幹労連）：柳田稔 - 日本教職員組合（日教組）：神本美恵子、那谷屋正義、斎藤嘉隆 - 日本郵政グループ労働組合（JP労組）：難波奨二 - 情報産業労働組合連合会（情報労連）：吉川沙織、石橋通宏 - 全国電力関連産業労働組合総連合（電力総連）：小林正夫（東電労組）、浜野喜史（関電労組） - 全国農林漁業団体職員労働組合連合（全国農団労）：郡司彰 |
| 政治連盟等各種団体 | - 生活クラブ事業連合生活協同組合連合会（生活クラブ生協連合会）：生活クラブ生協組合員らが中心となって結成された全国市民政治ネットワークに加盟する地域政党の支持を得ている。2016年参院選では比例区の大河原雅子を中心に支援していた。 - 第一次産業：農業協同組合（農協）、漁業協同組合（漁協）の支持を得ている所属議員や候補が多数存在する。その他「民進党水産振興議員連盟」「民進党花き産業振興議員連盟」「民進党お茶振興議員連盟」「民進党・たばこ産業政策議員連盟」、「都市農業推進議員連盟」、「民進党ワイン産業振興議員連盟」が活動している。 - 中小企業政策：民進党中小企業政策推進議員連盟が中小企業団体の要望の窓口となる。会長：増子輝彦、幹事長：大島敦。 - 製造業：「民進党日本鋳造産業振興議員連盟」 - エネルギー業界：「民進党LPガス議員連盟」、「民進党分散型エネルギーシステム推進議員連盟」、「民進党 再生可能エネルギー・省エネ技術促進議員連盟」 - 環境業界：「民進党環境整備・生活排水適正処理推進議員連盟」、「民進党資源循環型社会推進議員連盟」 - 教育業界：「民進党私学振興推進議員連盟」、「民進党スポーツ議員連盟」、「民進党野球振興議員連盟」、「民進党宇宙政策推進議員連盟」「インクルーシブ教育を推進する議員連盟」、「理数・科学技術教育推進議員連盟」、「塾教育を考える議員連盟」、「社会的養護を必要とする子どもたちを応援する議員連盟」 - 医療・福祉業界：「民進党国民生活と薬を考える議員連盟」、「国民の安心の医療をめざす看護議員」(看護師)、「民進党 障がい・難病政策推進議員連盟」(障害者団体など)、「民進党柔道整復師の業務を考える議員連盟」、「安心社会の構築に向けたリハビリテーションを考える議員連盟」、「民進党医療技術者政策議員連盟」、「民進党音楽療法推進議員連盟」、「民進党障害者政策推進議員連盟」、「民進党難病・脳脊髄液減少症を考える議員連盟」、「民進党統合医療を普及・促進する議員の会」。また「民進党歯科医療議員連」（日本歯科医師連盟は組織内候補として西村正美を支援している）。 - 建設・社会インフラ業界：「民進党都市・まちづくり議員連盟」、「民進党港湾振興議員連盟」、「民進党 建設職人の安全・地位向上推進議員連盟」、「民進党建設労働議員懇談会」、「民進党環境にやさしい総合交通体系を実現・推進する議員連盟」、「民進党無電柱化の在り方を考える議員連盟」、「民進党旧公団居住安定化推進議員連盟」 - 不動産業界：「民進党不動産団体議員連盟」「民進党住宅・マンション対策議員連盟」等がある。これらは、民主党時代から各種団体へのアプローチが進み、政権交代、政権下野、民進党設立後も連携している。 - 士業：「民進党司法書士制度推進議員連盟」(司法書士)、「民進党税理士制度推進議員連盟総会」(税理士)、「民進党行政書士制度推進議員連盟」(行政書士)、「民進党土地家屋調査士制度推進議員連盟」(土地家屋調査士)、「弁理士制度改革・知的財産制度改革推進議員連盟」、「獣医師問題議員連盟」。 - 運輸業界：「民進党オートバイ議員連盟」、「民進党日本バス議員連盟」「民進党タクシー政策議員連盟」、「民進党福祉タクシー議員連盟」、「民進党トラック議員連盟」、「民進党リニア中央新幹線推進議員連盟」、「民間航空振興議連」、「私鉄交通政策議員懇談会」、「民進党自動車整備議員連盟」などがあり、これも民進党移行後も引き続き活動している。 - 通信業界：「民進党情報通信議員連盟」、「民進党郵政議員連盟」 - 観光・娯楽業界：「民進党ツーリズム推進議員連盟」、「民進党IR推進議員連盟」 - 小売業界：「民進党電機商業振興議員連盟」 - その他：「民進党生活衛生業振興議員連盟」、「民進党クリーニング振興議員連盟」、「民進党の街の酒屋さんと共に歩む議員連盟」、「民進党消防政策議員懇談会」、「民進党消防団支援議員連盟」。前身の民主党時代には、日本林業協会から党宛に公式要望書が送られたり、全国商店街振興組合連合会の要望を受ける形で議員連盟が設立されたりしていた。 |
| 社会運動団体       | - 民進党は2016年参院選では共産党などとの共闘をする中で、市民連合から公式に政策提言、選挙での支援を受けた。 - 辺野古新基地を造らせないオール沖縄会議：民進党沖縄県県連は通称「オール沖縄」の構成団体の一つである。 - 反ヘイトスピーチ団体：第24回参議選では「本邦外出身者に対する不当な差別的言動の解消に向けた取組の推進に関する法律」（ヘイトスピーチ対策法、2016年5月施行）の成立に関わった有田芳生などの民進党議員に対して、対レイシスト行動集団（C.R.A.C.）などの団体が支援を行っている。 - 反原発運動：2016年参議院選では、首都圏反原発連合やたんぽぽ舎といった反原発団体から民進党を中心とした野党共闘が支援を受けている。 - その他：一方、党内には日本会議の関係団体である日本会議国会議員懇談会に所属している（または過去に所属していた）保守系議員も複数存在する。 |
| 宗教団体           | - 立正佼成会：2013年参院選では風間直樹と大島九州男を、2016年参院選では藤末健三と白眞勲を支援している。 - その他：旧民主党時代から浄土真宗本願寺派・曹洞宗・霊友会・世界救世教・新生仏教会・天理教・崇教真光・椿大神社などを中心とした宗教団体からも公認候補者を擁立している。2016年5月には「民進党仏教議員連盟」が発足し、全日本仏教会が祝辞を述べている。 |
| その他             | - 部落解放同盟（解放同盟）：旧民主党時代から支持団体で、民主党時代には組織内候補に松本龍がいた。また、2016年参院選の比例区においては、江崎孝・那谷屋正義・石橋通宏・難波奨二・森屋隆といった部落解放中央共闘会議加盟単産の候補を推薦し、支援の地域割りを決めている。 - 在日本大韓民国民団（民団）：旧民主党時代から永住外国人の地方参政権付与を目的に支援している。2016年参院選では白眞勲を支援した。 |

## 他党との関係

### 自公政権
- 平成時代長年にわたって与党であった自由民主党および公明党とは、民主党時代に大連立構想が浮上したり、民主党政権末期に消費増税に関する三党合意を締結するなど、一定の協力関係にあったが、第2次安倍政権下では政策的距離の遠さなどもあり、国会運営では対立関係にあった。民進党結党の際、岡田克也代表は「今の自民党は相当、右に寄っている。自民党の中のリベラルな考え方を持った人たちを含め、民進党にしっかり結集していくことが必要だ」と述べ、自民党内部のリベラル系議員の合流も歓迎する姿勢を表している[261]。

### 共闘関係の野党
- 日本共産党は民社国連立政権・民国連立政権を含む非自民政権から連立参加を持ちかけられたことはなかったが、2015年の平和安全法制審議時の反対運動の頃から民共両党で提携を深めており、第24回参議院議員通常選挙など2016年の主要な選挙で選挙協力を行った。両党間の表向きの交流では、次期総選挙などでの共闘も合意しているが[262]、党内からは共産党との連携への慎重意見も根強い。共産党との連立政権樹立については、岡田は否定している[263][264][265][266]。

- 自由党（旧称：生活の党と山本太郎となかまたち）とはすでに各選挙で協力関係を築き、第47回衆議院議員総選挙の際に一部議員が生活の党から民主党へ復党している。ただ、生活の党代表の小沢一郎らがかつて民主党を集団離党した経緯もあり、野田佳彦前内閣総理大臣（当時の民主党代表）が「一番足を引っ張った（小沢）元代表さえ来なければ、後は全部のみ込む」と公言するなど[267]、党内に小沢への反発もあることから党としての合流の見通しは立っていない[268][269]。

- 社会民主党とは民主党時代に連立政権を組んでいたことや同じ自治労を支持基盤とすること、これまでも選挙協力を行ってきた経緯などもあり、一定の協力関係にある。民進党結党の際にも合流を呼びかけていたが、その際は又市征治幹事長が「参院選前の判断は難しい」という考えを示した[268][269]。結党後の5月12日には、社民党の吉田忠智党首が常任幹事会で「民進党との合流も選択肢」と発言したが、党内の合意を得られず断念した[270][271]。

### 対立関係の野党
- 日本維新の会（おおさか維新の会から改称）とは、政策的距離の遠さ、維新の党分裂時の経緯、安倍政権との距離感の違い、維新の会側が民進党の支持母体である自治労や日教組などの公務員労組に批判的であることなどから、全面的な対立関係にある。国会質疑においても、維新の会所属議員の発言には民進党批判が盛り込まれることが多く、とりわけ足立康史衆議院議員は「（安保法廃止法案をもって対案だと言っている）民進党は国会の恥。あほ、ばか、どうしようもない政党」「（熊本地震対応で）民進党は何やってるか。足引っ張ってるんですよ、足を。ふざけるなよ、お前らホンマに」などの度重なる暴言で、民進党側から三度懲罰動議が提出される事態となっている[272][273][274]。第24回参議院議員通常選挙をめぐっても、維新の会は民進党との選挙協力を拒否して独自候補を擁立し、それに対し枝野幸男幹事長が「邪魔だ」と公言するなど、両党の対立は深刻である[275]。

### その他政治団体
- 沖縄社会大衆党とは民進党沖縄県連が「オール沖縄」に参加している関係で共闘関係にある。第24回参院選では「オール沖縄」として共同で支援した伊波洋一が当選した。伊波は同党の糸数慶子参議院議員と参議院会派「沖縄の風」を結成した。

- 全国市民政治ネットワークに加盟する各地の地域政党や、緑の党グリーンズジャパン、新社会党といった左派リベラル系政治団体が、第24回参院選などで「野党共闘」を全面的に支持し、民進党の複数の候補者を推薦している。

- 新党大地はかつて民主党と共闘関係にあったが、現在は民進党と対立関係にある。その背景には鈴木宗男代表（非議員）が共産党との共闘に拒否反応を示していること、および宗男の実娘である鈴木貴子衆議院議員が共産党との共闘に異を唱え民主党に離党届を提出した際に、比例代表（比例北海道ブロック）選出議員であることなどを理由に民主党側がこれを受け容れず除籍（除名）処分を行ったことがある[276]。民進党との協力関係を解消した新党大地は、現在自民党と選挙協力を行っており、貴子も自民党に入党している[277][278]。

- 幸福実現党は民進党に批判的である。第24回参院選では複数の選挙区で競合した。なお、同参院選の1人区のうち自民党が惜敗した選挙区では自民党と幸福実現党の票数を合わせると野党4党統一候補の票数を超えていたケースが4例あり[279]、結果的に民進党の勝利に貢献したとの指摘もある[280]。

- この他、減税日本、政党そうぞうも民進党に否定的である。

### 日本国外の政党
- 米国の民主党とは実務者派遣などの党間交流を積み重ねている。2016年民主党全国大会には民進党議員が招待され、外国人の入場券取得が困難な中、4日間連続の入場を許された[281][282]。

- 略称が同じ「民進党」である台湾の民主進歩党の楊家俍報道官は民進党結党の際に「同名の政党が増えることに親近感を覚える。祝福する」とのコメントを発表している[283]。一方、同党内からは「台湾の民主主義を勝ち取ってきた我々とは背景が違う気がする。あまりうれしくはない」との声も出たという[284]。2018年に民進党と希望の党が合流して国民民主党が結成され、略称が中国国民党と同じ「国民党」となったことは台湾でも話題となり[285][286]、台湾のネット上では蔡英文政権の与党民進党と対立する野党国民党と同名への党名変更を揶揄する反応があったほか[287][288]、希望の党出身で国民民主党に参加しなかった長島昭久元防衛副大臣は友人の台湾民進党関係者から「私たち民進党（民主進歩党）がどれだけ国民党から弾圧を受けたか」と怒りの声があったことをツイッター上で明かした[289][290]。

## 党勢

### 衆議院
| 選挙       | 年     | 代表     | 当選/候補者 | 定数 | 議席占有率 | 得票数（得票率）         | 得票数（得票率） | 備考                                |
| 選挙       | 年     | 代表     | 当選/候補者 | 定数 | 議席占有率 | 選挙区                   | 比例代表         | 備考                                |
| ---------- | ------ | -------- | ----------- | ---- | ---------- | ------------------------ | ---------------- | ----------------------------------- |
| （結党時） | 2016年 | 岡田克也 | 96/-        | 475  | 20.21%     |                          |                  | 繰上当選+1、離党-67                 |
| 第48回     | 2017年 | 前原誠司 | （※18/30）  | 465  | （※3.87%） | ─（※2,646,765（9.42%）） | ─                | ※党籍を持つ無所属候補、選挙後離党-4 |

### 参議院
| 選挙       | 年     | 代表     | 当選/候補者 | 非改選 | 定数 | 議席占有率 | 得票数（得票率）     | 得票数（得票率）     | 備考   |
| 選挙       | 年     | 代表     | 当選/候補者 | 非改選 | 定数 | 議席占有率 | 選挙区               | 比例代表             | 備考   |
| ---------- | ------ | -------- | ----------- | ------ | ---- | ---------- | -------------------- | -------------------- | ------ |
| （結党時） | 2016年 | 岡田克也 | 60/-        | -      | 242  | 24.79%     |                      |                      |        |
| 第24回     | 2016年 | 岡田克也 | 32/55       | 17     | 242  | 20.25%     | 14,215,956（25.14%） | 11,750,965（20.98%） | 離党-8 |

※この他、野党統一候補として無所属で当選した舟山康江と参議院院内会派「民進党・新緑風会」を組んでいる。

### 地方政治
- 地方議員：1,586人[291]
  - 都道府県議会：362人[292]